# Балатонская оборонительная операция
Балато́нская оборони́тельная опера́ция — последняя крупная оборонительная операция Красной армии против немецких войск во время Второй мировой войны. Проводилась с 6 по 15 марта 1945 года частью сил 3-го Украинского фронта при содействии 1-й болгарской и 3-й югославской армий в районе озера Балатон. В ходе сражения советские войска отразили наступление вермахта под кодовым названием «Весеннее пробуждение» (нем. Frühlingserwachen), которое стало последней крупной наступательной операцией германских вооружённых сил во Второй мировой войне.

## Состав и силы сторон

### Антигитлеровская коалиция

#### СССР
Часть сил 3-го Украинского фронта (командующий Ф. И. Толбухин, начальник штаба С. П. Иванов):
- 4-я гвардейская армия (генерал-лейтенант Н. Д. Захватаев)
- 26-я армия (генерал-лейтенант Н. А. Гаген)
- 27-я армия (генерал-полковник С. Г. Трофименко)
- 57-я армия (генерал-полковник М. Н. Шарохин)
- 17-я воздушная армия (генерал-полковник авиации В. А. Судец)
- 5-я воздушная армия из состава 2-го Украинского фронта (генерал-полковник авиации С. К. Горюнов)
- 1-й гвардейский укрепрайон

#### Болгария
В оперативном подчинении 3-го Украинского фронта:
- 1-я болгарская армия (генерал-лейтенант В. Стойчев)[8]

#### Югославия
- 3-я югославская армия (генерал-лейтенант К. Надь)

Всего: 400 тысяч человек, 6800 орудий и минометов, 400 танков и САУ, 700 самолётов. 

### Странынацистского блока

#### Германия
Часть сил группы армий «Юг» (генерал пехоты О. Вёлер):
- 6-я танковая армия СС (генерал-полковник войск СС Й. Дитрих)
- 6-я армия (генерал танковых войск Г. Балк)
- 2-я танковая армия (генерал артиллерии М. де Ангелис)

91-й армейский корпус из состава группы армий «Е».
Авиационную поддержку осуществлял 4-й воздушный флот.

#### Венгрия
- 3-я венгерская армия[10]

Всего: 431 тысяч солдат и офицеров, около 6000 орудий и минометов, 877 танков и штурмовых орудий, 900 бронетранспортеров и около 850 самолётов

## Планы сторон

### Германия

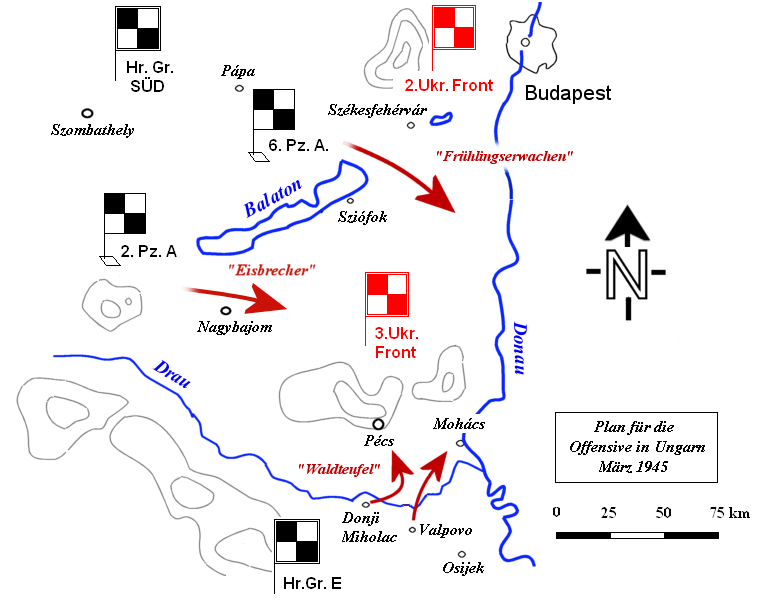
Немецкий план операции

Невзирая на прямую угрозу Берлину, сложившуюся в ходе зимнего наступления Красной Армии, немецкое руководство ранней весной 1945 года решило нанести контрудар в Венгрии. Оно планировало отбросить советские войска за Дунай, ликвидировав тем самым угрозу Вене и южным районам Германии. Кроме того, в районе Балатона находились одни из последних доступных немцам нефтяных месторождений, без которых военно-воздушные и бронетанковые силы Германии оставались без топлива.
Командование Вермахта разработало план наступательной операции, который предусматривал нанесение трёх рассекающих ударов. Главный удар из района между озёрами Балатон и Веленце планировалось нанести силами 6-й танковой армии СС и 6-й полевой армии в юго-восточном направлении на Дунафюльдвар. Второй удар должна была наносить 2-я танковая армия из района Надьканижи в направлении на Капошвар. 91-й армейский корпус из состава Группы армий «Е» должен был наступать из района Доньи-Михольяца на север навстречу 6-й танковой армии. В результате наступления немецкое командование рассчитывало раздробить и уничтожить по частям главные силы 3-го Украинского фронта. Для проведения наступления немецкая группировка в Венгрии была усилена специально переброшенной с Западного фронта (из района Арденн) 6-й танковой армией СС под командованием генерала 3еппа Дитриха. Операция получила название «Весеннее пробуждение».

### СССР
В конце января 1945 года советская военная разведка установила начало переброски из Арденн на Восточный фронт соединений 6-й танковой армии СС, при этом её начальник генерал И. И. Ильичёв сделал вывод, что не исключено появление перед советскими войсками и всей этой армии. А 21 февраля Ильичёв доложил И. В. Сталину, что эта армия в полном составе направляется в Венгрию. В начале февраля 1945 года руководитель американской военной миссии в Москве бригадный генерал Джон Р. Дин и ряд британских высокопоставленных военных источников также информировали Генеральный штаб РККА о том, что по их данным немцы создают две группировки для контрнаступления против Красной Армии, но их расположение союзники указывали совершенно иное: одна в Восточной Померании для удара на Торн, вторая в районе Вены — Моравска-Остравы для удара на Лодзь. Проанализировав всю эту информацию, И. В. Сталин и А. И. Антонов пришли к выводу, что информация от союзников неверна, а главный удар немцы нанесут именно в Венгрии против войск 3-го Украинского фронта.
К началу марта 1945 года советской разведкой было окончательно установлено сосредоточение крупной немецкой танковой группировки в западной части Венгрии и были получены сведения и о планах противника. Раскрыв намерения немецкого командования, Ставка ВГК поставила задачу войскам 2-го и 3-го Украинских фронтов провести оборонительную операцию и разгромить группировку войск противника в районе озера Балатон. При этом директива Ставки требовала продолжать подготовку к наступлению на Вену.

## Подготовка советских войск к обороне
Выполняя указания Ставки ВГК, 3-й Украинский фронт стал готовиться к обороне. Используя опыт Курской битвы, на направлении предполагаемого главного удара была создана глубокоэшелонированная противотанковая оборона. Под руководством начальника инженерных войск фронта Л. 3. Котляра был выполнен большой объём оборонительных работ по обеспечению укрытого размещения людей и техники, оборудованию дорог для возможности маневрировать резервами, минированию опасных направлений. Особое внимание уделялось борьбе с танками противника. Для этого на 83-километровом участке от Ганта до озера Балатон было создано 66 противотанковых районов и сосредоточено 65 % всей артиллерии фронта. На наиболее опасных направлениях плотность артиллерии доходила до 60-70 орудий и миномётов на один километр фронта. Глубина обороны на отдельных участках достигала 25-30 км.
Успех оборонительных действий во многом зависел от своевременной доставки в войска боеприпасов и горючего. Поэтому при подготовке операции большое внимание уделялось её материально-техническому обеспечению. Так как фронтовые склады располагались на восточном берегу Дуная, а переправы через реку нарушались действиями немецкой авиации и весенним ледоходом, то для бесперебойного снабжения обороняющихся войск через Дунай были дополнительно построены канатно-подвесные дороги.

### Оперативное построение войск
На направлении предполагаемого главного удара войска фронта были построены в два эшелона. В первом эшелоне оборонялись две армии: 4-я гвардейская на участке Гант—Шерегейеш и 26-я на участке Шерегейеш—восточная оконечность озера Балатон. 27-я армия находилась во втором эшелоне фронта. На второстепенном направлении от западной оконечности озера Балатон до Коньи-Етвеш занимала оборону 57-я армия. На левом крыле фронта оборонялась 1-я болгарская армия. Слева к 3-му Украинскому фронту примыкала 3-я югославская армия. В резерве фронта находились 18-й и 23-й танковые, 1-й гвардейский механизированный и 5-й гвардейский кавалерийский корпуса, а также несколько артиллерийских частей и соединений.
9-я гвардейская армия предназначалась для последующего наступления на Вену, и её использование в оборонительных боях категорически запрещалось Ставкой ВГК.

## Ход боевых действий
Немецкое наступление началось в ночь на 6 марта с ударов по войскам 1-й болгарской и 3-й югославской армий. Немецким войскам удалось форсировать реку Драву и захватить два плацдарма каждый шириной до 8 км по фронту и до 5 км в глубину. Для усиления обороны на этом участке из резерва фронта был выдвинут 133-й стрелковый корпус.
В 7 часов утра после часовой артиллерийской подготовки немецкие войска перешли в наступление на участке 57-й армии. Ценой больших потерь им удалось вклиниться в оборону армии. Но меры, принятые командующим армией, предотвратили дальнейшее продвижение противника. В частности, командарм М. Н. Шарохин снял с неатакованных участков и направил на направление главного удара до 600 артиллерийских орудий и миномётов, перебросил туда же 104-ю стрелковую дивизию и 12-ю болгарскую пехотную дивизию. К 12 марта немецкое наступление южнее Балатона выдохлось, продвижение немецких войск тут составило менее 10 километров, им не удалось прорвать даже главный оборонительный рубеж. 
Главный удар немецкие войска нанесли между озёрами Веленце и Балатон в 8 часов 40 минут после 30-минутной артиллерийской подготовки. 6-я танковая армия СС и 6-я полевая армия перешли в наступление на участке 4-й гвардейской и 26-й армий 3-го Украинского фронта. Чтобы прорвать оборону, немецкое командование применяло массированные танковые атаки. На некоторых участках фронта шириной 1,5-2 км в атаках одновременно участвовали до 70 танков и штурмовых орудий. Разгорелись ожесточённые бои. К концу дня наступающие продвинулись на глубину до 4 км и овладели опорным пунктом Шерегейеш.
Навстречу вклинившейся группировке командование фронта выдвинуло 18-й танковый корпус.
На следующее утро атаки немецких войск возобновились с новой силой. В полосе 26-й армии при поддержке авиации наступало около 200 танков и штурмовых орудий. Непрерывно маневрируя вдоль фронта, немецкое командование настойчиво искало слабые места в обороне советских войск. Советское командование в свою очередь своевременно перебрасывало на угрожаемые участки противотанковые резервы. Крайне тяжёлая обстановка сложилась в полосе 26-й армии, где 2 пехотные дивизии при поддержке 170 танков и штурмовых орудий атаковали позиции стрелкового корпуса. Чтобы усилить оборону, командующий фронтом выдвинул на это направление 5-й гвардейский кавалерийский корпус и 208-ю самоходно-артиллерийскую бригаду. Кроме того, для усиления обороны на вторую полосу была выдвинута 27-я армия. В результате упорного сопротивления советских войск и мер, принятых по усилению обороны, противнику за первые два дня наступления не удалось прорвать тактическую зону, он лишь вклинился в неё на 4-7 км. Утром 8 марта немецкое командование ввело в сражение основные силы. Сосредотачивая по 40-50 танков и штурмовых орудий на километр фронта, противник вновь и вновь пытался прорвать советскую оборону.
Густые туманы, часто накрывавшие аэродромы, серьёзно ограничивали действия авиации 17-й воздушной армии, поэтому решением Ставки ВГК с 10 марта для отражения немецкого наступления дополнительно привлекалась 5-я воздушная армия 2-го Украинского фронта.
В последующие дни, пытаясь добиться успеха, немецкое командование применяло массированные танковые атаки, в которых на 1-1,5 км участках участвовало 100 и более тяжёлых танков. Бои не стихали круглые сутки. В расчёте на низкую эффективность советской артиллерии в тёмное время суток немцы продолжали вести наступление и ночью, используя приборы ночного видения. В результате ожесточённых боёв за пять дней наступления немецким войскам удалось прорвать главную и вторую полосы обороны. Однако это не обеспечило им успеха, так как перед ними ещё лежали тыловой армейский и фронтовой рубежи обороны.
За десять дней ожесточённых боёв атакующим удалось продвинуться вперёд на 8—30 км. Сражение отличалось высокой интенсивностью и насыщенностью техникой (до 50—60 танков на 1 км фронта), применением тяжёлых и средних танков «Tигр II», «Пантера». Однако упорное сопротивление советских солдат и созданная ими сильная оборона не позволили германским частям прорваться к Дунаю. Немцы не имели необходимых резервов для развития успеха. Понеся большие потери, 15 марта немецкие войска прекратили наступление. 
На 15 марта 9-я тд СС имела 35 пантер, 20 Pz 4, 32 ягдпантер, 25 StuG III и 220 остальных самоходных установок и бронемашин. 42% из них находилось в ремонте. 2-я тд СС имела 27 пантер, 22 Pz 4, 28 ягдпантер и 26 штуг. Сколько из них находилось в ремонте неизвестно.
Г. Гудериан, занимавший в тот момент должность начальника Генерального штаба сухопутных войск, писал:

Наконец, исчезли все шансы на крупный успех. Был утрачен сохранявшийся до сих пор высокий боевой дух эсэсовских дивизий. Под прикрытием упорно сражающихся танкистов вопреки приказу отступали целые соединения.

Сражение у Балатона стало последней крупной наступательной операцией германских вооружённых сил во Второй мировой войне. Отразив германский натиск, 16 марта части правого крыла 3-го Украинского фронта практически без оперативной паузы приступили к Венской наступательной операции. Вновь пополненная 9-я гвардейская армия вместе с уже дислоцированной там 4-й гвардейской армией атаковала прикрытие 6-й армии (группа армий «Балк»), задачей которой было удерживать тылы 6-й танковой армии. Наступление советских войск поддерживали 17-я воздушная армия 3-го Украинского фронта и 5-я воздушная армия 2-го Украинского фронта.

## Потери
СССР
Потери 3-го Украинского фронта составили 32 899 человек, из них 8492 безвозвратно.
Германия
По советским данным, в ходе наступления вермахт потерял свыше 27 тысяч человек, более 300 орудий и миномётов, около 500 танков и штурмовых орудий, свыше 200 самолётов. По другим данным, потери Вермахта составили в общей сложности 12 358 человек убитыми, пропавшими без вести и ранеными, а также 31 танк.

## Результаты
Немецкие войска не выполнили поставленную задачу и, потеряв большое количество войск и боевой техники, ослабили свои позиции в западной Венгрии. Красная Армия сорвала попытку противника выйти к Дунаю и восстановить оборону по его западному берегу, измотала его войска преднамеренной обороной, и тем самым создала условия для последующего успешного наступления на Вену.
Болгарские войска, отразив атаки противника в межозерье Веленце — Балатон, перешли в наступление и овладели городами Драва Саболч, Драва Полконя и несколькими другими населёнными пунктами.

## В кинематографе
- 1974 — «Зарево над Дравой» — болгарская киноэпопея.